# Sun ONE
Sun ONEはサン・マイクロシステムズが2002年から2003年にかけてサーバーソフトウェア製品のブランドに使った名前。Sun Open Network Environment の略。もともと ネットスケープコミュニケーションズ とサン・マイクロシステムズとの合弁会社であった iPlanet がリリースしていたミドルウェア製品群が、契約切れに伴い、サン・マイクロシステムズが製品を引き継いだタイミングで2002年4月15日にブランド名が変更された。このブランド名はSun ONE Studio 8 や Sun ONE Active Server Pages 4.0のような他の製品群にも使われた。
製品の内容:
- Sun ONE Web Server（英語版）
- Sun ONE Web Proxy Server（英語版）
- Sun ONE Application Server（英語版）
- Sun ONE Messaging Server（英語版）
- Sun ONE Calendar Server（英語版）
- Sun ONE Directory Server（英語版）

Sun ONEのブランド名は2003年9月16日に Sun Java System にブランド変更された。